# بومرداس (تونس)
بومرداس (به عربی: بومرداس) یک منطقهٔ مسکونی در تونس است که در استان مهدیه واقع شده‌است. بومرداس ۱۱٬۸۲۹ نفر جمعیت دارد.